# Fortuna Wuppertal
Fortuna Wuppertal (offiziell: Turn- und Spielverein Fortuna Wuppertal e.V.) ist ein Sportverein aus Wuppertal. Die erste Fußballmannschaft der Frauen nahm einmal am DFB-Pokal teil.

## Geschichte
Der Verein entstand im Jahre 1973 durch die Fusion der TSG Jahn Wuppertal mit dem 1912 gegründeten SSV Nächstebreck. Neben Fußball bietet der Verein die Sportarten Badminton, Gymnastik, Tennis, Tischtennis und Volleyball an. 
Die Fußballerinnen der Fortuna erreichten im Jahre 1994 das Endspiel um den Niederrheinpokal gegen den GSV Moers. Das Ergebnis ist unbekannt, jedoch qualifizierten sich die seinerzeit in der Verbandsliga Niederrhein antretenden Wuppertalerinnen für den DFB-Pokal. In der ersten Runde erhielt die Fortuna ein Freilos, bevor der Gegner in Runde zwei FC Rumeln-Kaldenhausen hieß. Der Bundesligaaufsteiger aus Duisburg gewann das Spiel deutlich mit 7:0. Später wurde die Mannschaft aufgelöst. Im Jahre 2004 gab es einen Neuanfang in der Kreisliga. Bereits zwei Jahre später gelang der Aufstieg in die Landesliga, wo der Durchmarsch in die Niederrheinliga gelang. Es folgte der direkte Wiederabstieg, bevor die Mannschaft im Jahre 2013 erneut in die Niederrheinliga aufstieg.
Die Männermannschaft stieg im Jahre 2010 in die Bezirksliga auf. Nach zwei Abstiegen in Folge waren die Wuppertaler im Jahre 2012 in der Kreisliga B angekommen. Seit dem direkten Wiederaufstieg spielt die Mannschaft in der Kreisliga A.
Im Jahr 2019 trat der Vorstand mit Peter Schmitz und Andre Knauf zurück. Die Mehrheit der Stimmen haben Christos Pescelidis als 1. Vorsitzenden und Peter Schwager als 2. Vorsitzenden gewählt.

## Persönlichkeiten
- Daniel Bunk
- Nasir El Kasmi
- Monika Wiskandt